# 駝背短吻長尾鱈
駝背短吻長尾鱈，為輻鰭魚綱鱈形目鼠尾鱈科的其中一種。分布於中東太平洋區的夏威夷群島海域，屬深海底棲魚類，棲息深度在384至1463公尺，

## 扩展阅读
維基物種上的相關：駝背短吻長尾鱈